# Stenichneumon exquisitus
Stenichneumon exquisitus là một loài tò vò trong họ Ichneumonidae.